# Psychotria kilimandscharica
Psychotria kilimandscharica là một loài thực vật có hoa trong họ Thiến thảo. Loài này được K.Schum. ex Engl. miêu tả khoa học đầu tiên năm 1892.